# 傅爱国
傅爱国（1964年—），男，汉族，湖北江陵人。中华人民共和国政治人物，中国人民解放军空军少将，现任中国共产党第二十届中央委员会候补委员，曾任中国人民解放军国防科技大学政治委员。